# مسجد الامام علی بن ابی‌طالب (صنعا)
مسجد الامام علی بن ابی‌طالب، از آثار تاریخی و باستانی مسلمانان در صنعا است که گفته می‌شود تاریخ ساخت آن به سال ۸ هجری قمری برمی‌گردد.